# Zoltán Téglás

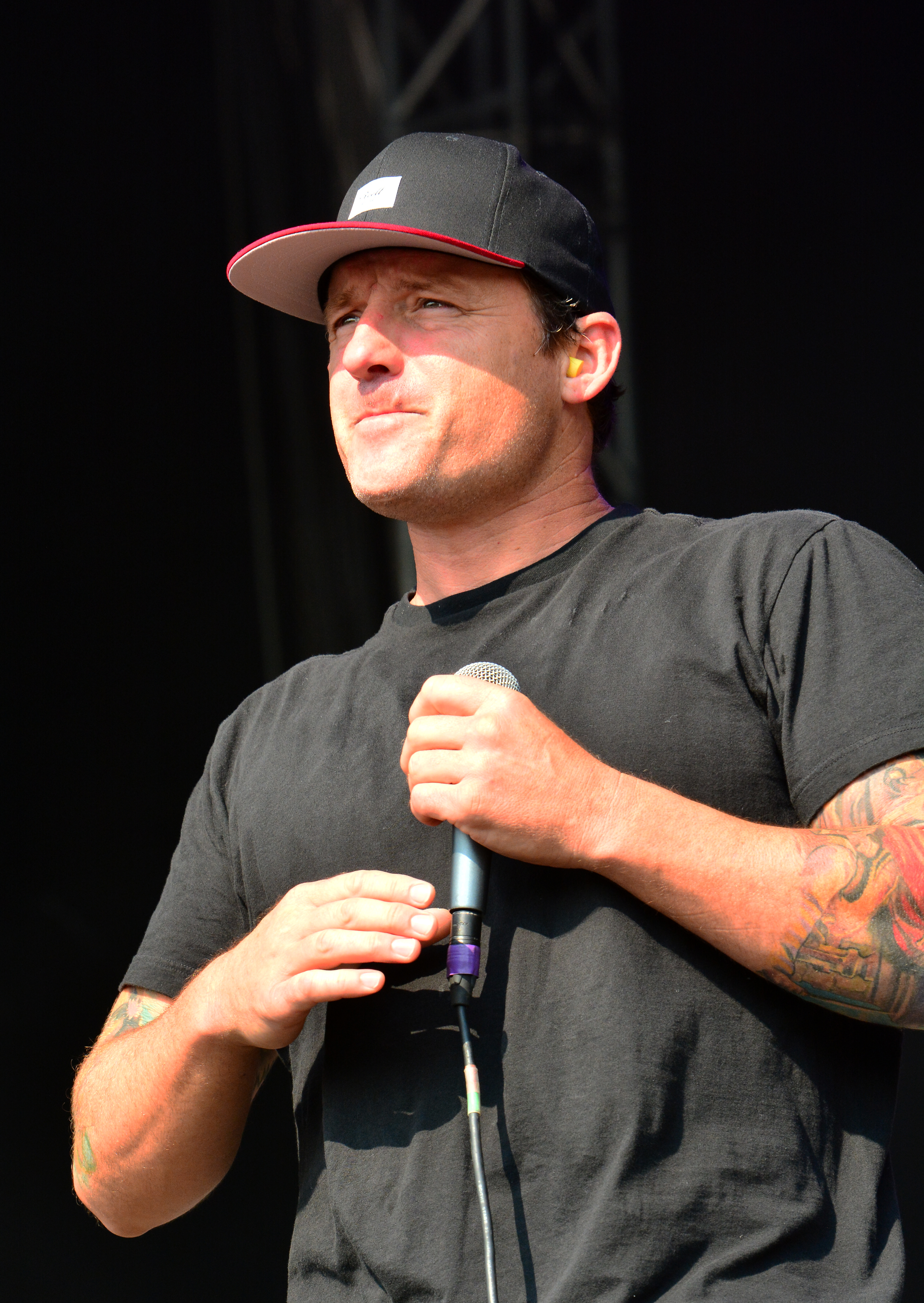
Zoltán Téglás live 2015

Zoltán „Zoli“ Téglás (* 10. November 1969 in Kalifornien) ist ein US-amerikanischer Sänger ungarischer Abstammung. Er ist Sänger der Band Ocean Hills und war Mitglied der Punk-Bands Ignite und Pennywise.

## Leben
Téglás Vater emigrierte nach dem Zweiten Weltkrieg von Ungarn in die Vereinigten Staaten, seine Mutter folgte in den 1960er Jahren. Zoltán Téglá wuchs in Veresegyház in Ungarn auf und spricht fließend Englisch und Ungarisch. Zu seinen musikalischen Einflüssen gehörten Hard-Rock-Bands wie Kiss, Van Halen, Led Zeppelin, die Scorpions oder AC/DC. Erst in den späten 1980er Jahren kam er zum Hardcore und Punk. Téglás ist verheiratet und hat ein Kind.
Im Jahre 1994 schloss sich Téglás der Band Ignite an und debütierte ein Jahr später auf dem zweiten Studioalbum der Band, das in Europa unter dem Namen Family und in Nordamerika unter dem Namen Call on My Brothers erschien. Es folgten zwei weitere Studioalben. Im Jahre 2009 half Téglás bei der Band Pennywise aus, nachdem deren Sänger Jim Lindberg die Band verließ. Im Februar 2010 wurde Téglás festes Bandmitglied bei Pennywise und veröffentlichte zwei Jahre später mit der Band das Album All or Nothing. Zu dieser Zeit litt Téglás unter schweren Rückenschmerzen und musste sich im Sommer 2012 einer Notoperation unterziehen. Im Oktober 2012 verließ Téglás Pennywise wieder, nachdem Jim Lindberg zurückkehrte. Darüber hinaus singt er noch im Parallelprojekt von Ignite in der Zoli Band.
Im Herbst 2000 half Téglás für einige Konzerte der Punkband Misfits aus, nachdem deren Sänger Michale Graves die Band verließ. Im Jahre 2006 steuerte Téglás Backing Vocals bei dem Lied God Was Never on Your Side auf dem Motörhead-Album Kiss of Death sowie bei dem Lied Lost in Time der ungarischen Metalcore-Band Blind Myself bei. Ein Jahr später sorgte Téglás Gastauftritt bei dem Lied der ungarischen Band Hungarica für eine Kontroverse. Hungarica sind in ihrem Heimatland für ihre nationalistische und antisemitische Einstellung bekannt. Téglás distanzierte sich im Nachhinein von jeglicher nationalistischer Gesinnung.
Zoltán Téglás ist Vegetarier und engagiert sich in Sachen Tierschutz. Mit seiner Band Ignite unterstützt er die Meeresschutzorganisation Sea Shepherd. Zusammen mit seinem Bruder Michael Téglás, der hauptberuflich als Tierarzt arbeitet, betreibt er das Pelican Rescue Team. Im Frühjahr 2010 konnte Téglás die Schließung eines Restaurants in Santa Monica erreichen, das illegal Walfleisch anbietet.
Am 25. November 2019 kündigte Téglás nach 25 Jahren seinen Ausstieg bei Ignite an. Er gründete daraufhin mit Ocean Hills eine neue Band.

## Diskografie
mit Ignite
- 1995: Family / Call on My Brothers
- 2000: A Place Called Home
- 2006: Our Darkest Days
- 2016: A War Against You

mit Pennywise
- 2012: All or Nothing

als Gastsänger
- 2006: Blind Myself – Lost in Time auf dem Album Ancient Scream Therap
- 2006: Motörhead – God Was Never on Your Side auf dem Album Kiss of Death
- 2007: Hungarica – Átverés auf dem Album Nem keresek új hazát